# الإدارة العامة للدفاع المدني (دبي)
الدفاع المدني - دبي، (بالإنجليزية: Dubai Civil Defense)، كما يعرف بالإدارة العامة للدفاع المدني - دبي سابقاً هي منظمة لإدارة الطوارئ في دبي، الإمارات العربية المتحدة. يترأسها الفريق خبير راشد ثاني راشد المطروشي. وتتفرع الدفاع المدني - دبي عن القيادة العامة للدفاع المدني الإماراتي التي تعمل تحت إشراف وزارة الداخلية في دولة الإمارات العربية المتحدة.

## تاريخ الدفاع المدني في الإمارات ( دبي )
عقد مجلس بلدية دبي جلسته التاسع عشر بتاريخ 17 يونيو 1962 م، حيث وبإقتراح من القاضي صدر القرار رقم ( 202 ) لمجلس بلدية دبي، بتكوين قوة مطافيء صغيرة على ان تكون نواة لتكوين قوة كبيرة في المستقبل.
لاحقاً وبناءً على ما عرضه وزير الداخلية في شأن توصيات بعثة الأمن السعودية في سنة 1976 م، وبعد تأسيس دولة الامارات العربية المتحدة، صدر من المجلس الأعلى للاتحاد القرار رقم 4 لسنة 1976م والصادر بتاريخ 14 ذو القعدة 1396 هـ. الموافق 6 نوفمبر 1976 م، وفيه تمت الموافقة على انشاء مديرية عامة للدفاع المدني حيث تتولى مهمتها حماية المواطنين والممتلكات العامة والخاصة واغاثة المنكوبين وتأمين سلامة المواصلات وتحقيق سير العمل في المرافق العامة وحماية مصادر الثروة الوطنية في حالات الحرب والطوارئ والكوارث العامة، على ان تكون المديرية العامة للدفاع المدني احدى الأجهزة الرئيسية في وزارة الداخلية، وتدمج بها وحدات المطافئ في الامارات الأعضاء في الاتحاد.
كما وتم تحويل الوظائف المدنية بوحدات المطافئ القائمة في الامارات من ظمنها قوة مطافيء دبي الى رتب عسكرية لتحقيق الضبط والربط والانسجام مع طبيعة عملها ومسئولياتها وذلك وفقا للأنظمة والقرارات التي يصدرها وزير الداخلية.
| رتــــــــــــب ضــــــبـــاط الـــــصــــف والأفــــراد                              | رتــــــــــــب ضــــــبـــاط الـــــصــــف والأفــــراد | رتــــــــــــب ضــــــبـــاط الـــــصــــف والأفــــراد | رتــــــــــــب ضــــــبـــاط الـــــصــــف والأفــــراد | رتــــــــــــب ضــــــبـــاط الـــــصــــف والأفــــراد | رتــــــــــــب ضــــــبـــاط الـــــصــــف والأفــــراد | رتــــــــــــب ضــــــبـــاط الـــــصــــف والأفــــراد | رتــــــــــــب ضــــــبـــاط الـــــصــــف والأفــــراد |
| شــرطـي                                                                               | شـرطي أول                                                | عـريـف                                                   | عـريـف أول                                               | رقــيــب                                                 | رقــيــب أول                                             | وكــيــل                                                 | وكــيــل أول                                             |
| ------------------------------------------------------------------------------------- | -------------------------------------------------------- | -------------------------------------------------------- | -------------------------------------------------------- | -------------------------------------------------------- | -------------------------------------------------------- | -------------------------------------------------------- | -------------------------------------------------------- |
|                                                                                       |                                                          |                                                          |                                                          |                                                          |                                                          |                                                          |                                                          |
| رتــــــــــــب الــــــــــــــضــــــبـــاط                                         |                                                          |                                                          |                                                          |                                                          |                                                          |                                                          |                                                          |
| مـــــلازم                                                                            | مـــــلازم                                               | مـــــلازم أول                                           | مـــــلازم أول                                           | نـــــقــــــيـــــب                                     | نـــــقــــــيـــــب                                     | رائــــــــد                                             | رائــــــــد                                             |
|                                                                                       |                                                          |                                                          |                                                          |                                                          |                                                          |                                                          |                                                          |
| رتــــــــــــب الــــــــــــــضــــــبـــاط ذو الرتــــــــــــب الـــعـــلـــيـــا |                                                          |                                                          |                                                          |                                                          |                                                          |                                                          |                                                          |
| مــقـــدم                                                                             | عــــقـــيــــد                                          | عــــمــــيــــد                                         | لـــــــواء                                              | فـــــريــــق                                            | فـــــريــــق                                            | فـــــريق أول                                            | فـــــريق أول                                            |
|                                                                                       |                                                          |                                                          |                                                          |                                                          |                                                          |                                                          |                                                          |

| المدير                              | التاريخ | التاريخ | ملاحظات |
| المدير                              | من      | إلى     | ملاحظات |
| ----------------------------------- | ------- | ------- | --- |
| اللواء حميد علي سيف النعيمي         | 1976    | 1994    | وكل بمهام مدير الدفاع المدني في دبي بالاضافة الى مهامه الاخرى بالقرار الوزاري رقم (4) لسنة 1976 بشأن انشاء مديرية الدفاع المدني وتم تعيينه رسميا مدير عام للدفاع المدني دبي بالقرار الوزاري رقم (56) لسنة 1987 |
| العميد علي السيد إبراهيم السادة     | 1994    | 2003    | تم تعيينه مدير عام للدفاع المدني دبي بالقرار الوزاري رقم (236) لسنة 1994 |
| الفريق خبير راشد ثاني راشد المطروشي | 2003    | الآن    | تم تعيينه مدير عام للدفاع المدني دبي بمرسوم من صاحب السمو الشيخ محمد بن راشد آل مكتوم نائب رئيس الدولة رئيس مجلس الوزراء حاكم دبي لسنة 2003                                                                    |

## الخدمات
تقدم الدفاع المدني - دبي، مجموعة كبيرة من الخدمات التي تهدف إلى الحفاظ على الأرواح والممتلكات وتعزيز السلامة العامة، ومن بين هذه الخدمات:
- الإطفاء والإنقاذ والسيطرة على الحرائق
- التفتيش والترخيص
- التحقيق والمتابعة
- المواد الخطرة
- التوعية المجتمعية والتدريب
- اعتماد الشركات
- الأنظمة الذكية

## الرؤية والرسالة والقيم
بناءً على تغيير التبعية التنظيمية للدفاع المدني - دبي وإعتباراً من تاريخ 13/1/2025م، وتوافقاً مع هذه التعديلات تصبح الرؤية والرسالة والقيم المؤسسية للخطة الاستراتيجية للدفاع المدني - دبي على النحو التالي:
- الرؤية: أن تكون دبي أفضل مدن العالم في تحقيق سلامة الأرواح والممتلكات.
- الرسالة: أن نعمل بفعالية وكفاءة لتعزيز جودة حياة مجتمع دبي من خلال خدمات استباقية مبتكرة ومستدامة حفاظاً على الأرواح والممتلكات.
- القيم المؤسسية: الولاء والتضحية – التسامح وحسن التعامل – الشفافية والنزاهة – الكفاءة والجاهزية - العمل بروح الفريق – الريادة والابتكار -

الاستدامة.

## الخطة الإستراتيجية
تهدف الدفاع المدني - دبي، إلى تعزيز الأمن والسلامة وجودة الحياة في دولة الإمارات من خلال تقديم خدمات استباقية ومبتكرة ومن أهم أهدافها الاستراتيجية:
- تعزيز جودة حياة المعنيين من خلال خدمات إستباقية رائدة.
- تعزيز الريادة العالمية في الإطفاء والإنقاذ.
- إستدامة الجاهزية لمواجهة الأزمات والكوارث وفقاً لأحدث الممارسات.
- تطبيق التكنولوجيا المتقدمة لسلامة وقائية رائدة.
- ترسيخ المجتمع للحماية من الحريق بأساليب ذكية.
- إدارة وإستثمار المواهب والموارد المؤسسية بكفائة وفعالية.
- تعزيز التنافسية والإبتكا والجاهزية المؤسسية.

## رقم الطواريء
يمكن الوصول إلى الدفاع المدني - دبي في حالة الطوارئ عن طريق الاتصال بالرقم 997.

## قطاعات عمل الدفاع المدني - دبي
تعمل الدفاع المدني - دبي، من خلال مجموعة من القطاعات وهي:
- قطاع الإطفاء والإنقاذ
- قطاع الحماية والسلامة
- قطاع الموارد والخدمات المساندة
- قطاع الخدمات الذكية

## المركبات
في عام 2015م، أفيد بأن الدفاع المدني - دبي قد قدم طلبًا لشراء عشرين من أجهزة المحاكاة والتدريب، ومن المقرر تسليمها في عام 2016م. تخدم هذه المعدات في المقام الأول عمليات إدارة الإطفاء، وتسهل مهام الإنقاذ من ناطحات السحاب في دبي. بالإضافة إلى ذلك، يمتلك الدفاع المدني - دبي أيضًا قارب إطفاء/ جت سكي إطفاء وطائرة بدون طيار.
وفي 2024 دشّن الدفاع المدني في دبي أول مركز إطفاء عائم متنقّل ومستدام في العالم يتمتع بكفاءة عالية في تغطية وتأمين الفعاليات المائية بشكل أفضل وأسرع 

## أكاديمية الإمارات للدفاع المدني
أكاديمية الامارات للدفاع المدني (ECDA) تقع في منطقة ورسان بدبي، وهي تتولى مسؤولية تطوير رأس المال البشري لرفع مستوى الكفاءة الوظيفية للموظفين، في إطار عمل متكامل من خلال البرامج والخطط الآنية والمستقبلية، بما يحقق الأهداف الاستراتيجية لوزارة الداخلية ودائرة الموارد البشرية لحكومة دبي، لمواكبة التحديات المتمثلة في متطلبات العمل المتغيرة على اعتبار أن التدريب يؤدي إلى نقل المعرفة الفنية والعملية بطريقة تمكن الموظف من مواجهة أي تحديات يفرضها التسارع المعرفي ضمن بيئة العمل.

## الجوائز
فاز الدفاع المدني دبي بأربع جوائز في الحفل السنوي لتوزيع جوائز مجموعة دبي للجودة تكريمًا لجهود الإدارة في تعزيز الابتكار والتحول الرقمي والمساهمة في التسويق العالمي لدولة الإمارات و تمثلت الجوائز في:جائزة أفضل قائد ابتكاري وفئة تسويق دولة الإمارات بالخارج وفئة الحكومة الذكية والتحول الرقمي وفئة الاختراعات.